# Lenka Šulová
Prof. PhDr. Lenka Šulová, CSc. (* 1954, Jablonec nad Nisou) je česká psycholožka.
Absolvovala jednooborové studium psychologie na Filozofické fakultě Univerzity Karlovy, specializace klinická a sociální psychologie. V roce 2004 proběhlo habilitační řízení a byla publikována habilitační práce Raný psychický vývoj dítěte (Praha, Karolinum, 2004). Žije a působí v Praze.
V současnosti se věnuje soukromé psychologické praxi a vede oddělení sociální psychologie na katedře psychologie FF UK v Praze, kde zabezpečuje např. tyto předměty:
- vývojová psychologie [2][3]
- aplikovaná sociální psychologie [4]
- partnerské a rodinné vztahy

## Odborná činnost (výběr)
1979-2004 psycholog pro děti v náhradní rodinné péči

1986–1992 externí poradce manželské a předmanželské poradny (problematika
„extrémně mladých manželství „)

1986–1992 spolupráce s Psychologickou poradnou pro vysokoškoláky
1990–současnost – výcviková činnost a personální poradenství

V současnosti se profesorka Šulová věnuje i řadě mezinárodních projektů, např. Česko-francouzské srovnávací studii (spolupráce s Université Le Mirail, v Toulouse).

Dále je členkou Evropského výboru IPPF, Českomoravské psychologické společnosti (ČMPS), členkou rady Nadace profesora Matějčka, GA UK, aj.

Věnuje se též organizaci různých mezinárodních konferencí a kongresů, např. Compagnes en transision (Hanoi, 2006), Association Internationale de Formation et de Recherche en Education Familiale (Toulouse, 2009)

## Ústřední dílo -Raný psychický vývoj dítěte
Stěžejní publikace prof. Šulové se věnuje ranému vývoji dítěte, s akcentem na prvotní kontakt a primární vztahy s rodiči. Autorka postupně věnuje pozornost vývoji dítěte od prenatálního období do předškolního věku. Dále popisuje vývoj dětské řeči a dětské motoriky, sociální vývoj dítěte v rodině, význam rodiny pro zařazení dítěte do lidské společnosti a dysfunkce rané interakce. V samostatné kapitole je prezentován historický přehled výzkumu vývoje rané interakce a vztahu rodičů s dítětem.

Jakožto studentka profesorů Matějčka, Langmeiera, Dunovského či Odehnala si uvědomuje význam rané dysfunkční interakce mezi dítětem a jeho primárním sociálním prostředím. Tato problematika se stává v tomto díle ústředním tématem.

Podle autorky jsou primární vztahy mezi dítětem a rodiči významné pro jeho další socio-emocionální vývoj. Tvorba těchto vazeb je však často znesnadněna vlivy vyplývajícími ze sociálního kontextu.

Tyto příčiny autorka dělí na dvě základní skupiny:
1. Extrafamiliární
2. Intrafamiliární

## Obvinění z plagiátorství
Etická komise Filozofické fakulty UK vedla s prof. Šulovou řízení kvůli podezření z plagiátorství. Prof. Šulová měla ve svých publikacích vydávat cizí myšlenky za vlastní, bez odkazu na zdroj kopírovat části kvalifikačních prací svých studentů či se dopustit dalších provinění proti etice vědecké práce. V případě kopírování cizích myšlenek etická komise seznala, že nešlo o přisvojování si myšlenek, ale formulací, v případě doslovného přebírání pasáží z kvalifikačních prací komise obvinění potvrdila a konstatovala neetičnost takového jednání.

## Vybrané publikace - od roku 1995
- Šulová, L.: Jak učit výchovu k manželství a rodičovství? Grada – Avicenum, Praha 1995. ISBN 80-7169-218-2.
- Šulová, L., Fraňková, S., Martínková, K.: Výchova k manželství a rodičovství na ZŠ a SŠ. Univerzita Karlova, Praha, 1995. ISBN 80-7184-071-8.
- Šulová, L.: Výchova k manželství a rodičovství na ZŠ a SŠ. In: Sborník 3. Celostátní konference k sexuální výchově v ČR. Pardubice 1995.
- Šulová, L.: Psychologická laboratoř na univerzitě v Toulouse. Československá psychologie 3, 1995, s.281-282. ISSN 0009-062X.
- Šulová, L.: New Complete Abstraction of Education for Marriage and Parenthood at Elementary and High School. In: Sborník East West Meeting of European Association of Experimental Social Psychology. Ed.: PhDr.Pavel Uhlář. FF UK Praha, 1995.
- Šulová, L.: Contribution de la Psychologie en Républiue Tcheque: étude de la formation de l´identité sexuelle. In: Lescarret, O., M de Léonardis (Eds.): Séparation des sexes et compétences. L´Harmattan, Paris 1996. ISBN 2-7384-4380-X.
- Šulová, L.: Počítač – rodina. Předprojektová úvaha. In: Osobní počítače a lidský potenciál. Sborník statí. FF UK Praha 1996.
- Šulová, L.: Caractéristiques des relations familiales dans le contexte des changements sociaux de la société tcheque. In: Sborník Milieux, gruoupes et développement sociopersonnel de l´enfant. Mimizan 1996. ISBN 2-7227-0068-9.
- Šulová, L.: Cíle a obsah výchovy k manželství a k rodičovství na školách různého typu. In: Sborník Psychologické dny. Praha, 1996.
- Šulová, L.: Přijetí nové formy vlastního těla u dospívajících jako základ sebepojetí. In: Sborník 7.celostátní kongres k sexuální výchově v ČR, Pardubice 1997.
- Šulová, L.: New Complete Abstraction of Education for Marriage and Parenthood at Elementary and High School. In: Child Sexual Abuse and Sexual Violence. Ministerstvo práce a sociálních věcí, Praha 1997. ISBN 80-85529-32-7.
- Šulová, L.: Education for marriage, parnthood, sexual education at elementary and high schools. In: Sborník: Mentoring and Tutoring by Students. Kogan Page Limited, Londýn 1998, USBN 0-7494-2559-8.
- Šulová, L.: Trvalé rozpaky nad obsahovou náplní sexuální výchovy. In: Sborník ze 6.celostátního kongresu k sexuální výchově. Pardubice 1998.
- Šulová, L.: Člověk v rodině. In: Výrost, J., Slaměník, I.. Aplikovaná sociální psychologie I., Portál, Praha 1998.
  - Šulová, L.: Přijetí nové formy vlastního těla u dospívajících jako základ sebepojetí. In: Sborník 7.celostátního kongresu k sexuální výchově v ČR. Pardubice 1999.
- Šulová, L., Dunovský, J.: Specifické problémy romského dítěte. In: Dunovský, J. a kol.: Sociální pediatrie. Grada, Praha 1999. ISBN 80-7169-254-9.
- Šulová, L.: Různé přístupy k porodu. Plánování rodiny a reprodukční zdraví, 2, 1999, s.48-50.
- Šulová,L.: Raná interakce dítěte s rodiči,InStudia psychologica,IX,Karolinum, Praha 2001
- Šulová,L.: Raná interakce dítěte s rodiči.In:Sborník Rizikové chování dospívajících a jeho prevence, vyd. 1.,Free Teens Press,Praha, 2001
- Šulová,L.: Význam otcovské role v rámci rané interakce rodič-dítě.In:Sborník IX.Celostátní kongres k sexuální výchově v ČR, vyd. 1,SPRSV,Praha,2001
- Šulová,L.: Metodika ke slabikáři dětských práv/ pro 1.-4.třídu ZŠ/, B.I.G.Prague,Praha,2001
- Šulová,L.: „Šikana“ není jen zatáčka, časopis Stříbrný kruh, roč. 2, č.9, Praha,2001
- Šulová,L., Rosenbaumová,K: Některé aspekty vlivu sledování televize na dítě, Československá psychologie,3,XLVI,2002
- Šulová,L.,Morgensternová,M.: Equality and Women Perception in the Czech Republic,Sborník III.International Congress Women Work and Health, Stockholm,2002
- Šulová,L.: Dětská práva-vím co smím?Metodika pro 1-5 třídu ZŠ, 2. vyd. Nadace Naše dítě, Praha 2002
- Šulová,L.: Les éxperiences du développement du jeune enfant dans les créches.Sborník Grofred Albi , / v tisku/
- Šulová,L.: Psychoprofylaktická péče a porodní alternativy,In:Sborník X.celostátní kongres k sexuální výchově v ČR,SPRSV,Pardubice, 2002
- Šulová, Lenka a kol., Problémové dítě a hra (Základní dílo, duben 2003). Praha, Nakl.Dr.Josef Raabe, s.r.o., 2003
- Šulová, Lenka, Bartanusz, Štefan, Vývoj dítěte v bilingvní rodině. In: Mertin, V., Gillernová, I. (eds.) Psychologie pro učitelky Mateřské školy. Praha, Portál, 2003
- Šulová, Lenka, Bartanusz, Štefan, Functional analysis of the communication between the young child and his father or mother when reading an illustrated book. The European Journal of Psychology of Education, 2003
- Šulová, Lenka, Bartanusz, Štefan, Le Camus, J., L’incidence de la culture sur le langage des meres et des peres : Comparaison entre parents tcheques et parents francais. Pratiques Psychologiques, 2003
- Šulová, Lenka, Bartanusz, Štefan, Otcovská a mateřská mluva. In: Šulová, L., Zaouche-Gaudron, Ch. (eds.): Předškolní dítě a jeho svět, Praha, Karolinum, 2003
- Šulová, Lenka, Raná interakce matka-dítě a její význam pro další psychický vývoj dítěte. Psychologie pro učitelky mateřské školy (vybrané kapitoly), studijní text
- Šulová, Lenka, Předškolní období, In: Mertin V., Gillernová, I. (eds.) Psychologie pro učitelky Mateřské školy, Portál, Praha, 2003
- Šulová, Lenka, Les expériences du jeune enfant daus les eréches eu République Tchéque. In: M. de Léonardis et al. (Eds.) L`enfant dans le lien social. Perspectives de la psychilogie du développement, Ramouville, Éres, 2003, 300-305 pp.
- Šulová, Lenka, Raná interakce matka-dítě a její význam pro další psychický vývoj, In: Mertin V., Gillernová, I. (eds.) Psychologie pro učitelky Mateřské školy, Portál, Praha, 2003
- Šulová,Lenka, Emocionální vývoj dítěte v prvním období jeho života in: Sborník 11.Celstátního kongresu k sexuální výchově v ČR, SPRSV,Praha,2003
- Šulová, Lenka, Zaouche-Gaudron, Chantal, Předškolní dítě a jeho svět – L´enfant dans l´age préscolaire et son monde, Praha, Karolinum, 2003, 458 s.
- Šulová,Lenka, Raný psychický vývoj dítěte,Praha, Karolinum,2004
- Šulová, Lenka, Změny výchovných postojů v nedávné historii ČR, in: Sborník 12.Celostátního kongresu k sexuální výchově v ČR, Pardubice,SPRSV,2004
- Šulová,Lenka, Proces socializace předškolního dítěte ve vztahu k aktuálním celospolečenským změnám, in:Sborník z konference Rozvoj české společnosti v EU IV, Praha, Matfyzpres, 2004
- Šulová, Lenka, Position de l´enfant en République Tchéque et problématique des créches, in: Bergonnier-Dupuy,g.:L´enfant, acteur et/ou sujet au sein de la famille, Ramonville St. Agne, Érés, 2005, 169-182, ISBN,2-7492-0522-0
- Šulová, Lenka: Význam rituálů pro současnou rodinu, in: Sborník 13.Celostátního kongresu k sexuální výchově v ČR, Pardubice, SPRSV, 2005, 164-168, ISBN 80-86559-41-6
- Šulová, Lenka, Počátky řečového vývoje a specifický vliv mateřské a otcovské mluvy, Sborník mezinárodní konference zaměřené na poruchy sluchu a hlasu, České Budějovice, Jihočeská univerzita Zdravotně sociální fakulta, 2005, 40-48, ISBN 80-7040-812-X
- Šulová,L.,Poikonen,J.,Pitkanen,P.,Morgensternová,M.: Výcvikový program interkulturálních dovedností formou e-learningu.Praha, Pedagogicka, roč.55,č.3, 2005, str.286-290, ISSN – 0031-38
- Vybrané studie a články je možno najít ZDE.